# Loren L. Ryder
Pour les articles homonymes, voir Ryder.
Loren L. Ryder, né le 9 mars 1900 à Pasadena en Californie (États-Unis) et mort le 28 mai 1985 à Monterey (Californie), est un ingénieur du son américain.

## Biographie
Formation : Université de Californie à Berkeley

## Filmographie

### Au cinéma
- 1932 : L'Île du docteur Moreau (Island of Lost Souls)
- 1937 : Une nation en marche
- 1938 : Les Gars du large (Spawn of the North)
- 1938 : Le Roi des gueux
- 1939 : Pacific Express
- 1939 : The Great Victor Herbert
- 1940 : Typhoon
- 1941 : La Folle Alouette (Skylark)
- 1942 : En route vers le Maroc
- 1943 : Le Rodéo de l'amour
- 1944 : Assurance sur la mort
- 1945 : L'Invisible Meurtrier (The Unseen)
- 1953 : La Guerre des mondes
- 1954 : Fenêtre sur cour
- 1956 : Les Dix Commandements (The Ten Commandments)

### À la télévision
- 1952 : Cavalcade of America (en) (série TV)
- 1952 : Your Jeweler's Showcase (série TV)
- 1968 : Daktari (série TV, 1 épisode)